# Österreichischer Frauen-Fußballcup 2022/23
Der Österreichische Frauen-Fußballcup wurde in der Saison 2022/23 vom Österreichischen Fußballbund zum 47. Mal ausgespielt. Als ÖFB Frauen Cup wurde er zum 29. Mal durchgeführt und begann am 12. August 2022 mit der ersten Runde und endete am 1. Mai 2023 mit dem Finale in der Ergo Arena in Wiener Neustadt. Den Pokal ging zum 9. Mal in Folge an den SKN St. Pölten Frauen.

## Teilnehmende Mannschaften
Für den österreichischen Frauen-Fußballcup haben sich anhand der Teilnahme der Ligen der Saison 2021/22 folgende 32 Mannschaften, die nach der Saisonplatzierung der ÖFB Frauen-Bundesliga 2021/22 und der 2. Liga 2021/22 geordnet sind, qualifiziert. Weiters konnten noch der Landescupsieger, der Landesmeister oder auch Vertreter der Saison 2021/22 teilnehmen.
| ÖFB Frauen-Bundesliga (10) | 2. Liga (12) |
| --- | --- |
| - SKN St. Pölten Frauen (NÖ) (C) - SK Sturm Graz (ST) - FK Austria Wien (W) - First Vienna FC Frauen (W) (N) - SV Neulengbach (NÖ) - SPG Altach/Vorderland (V) - SKV Altenmarkt (NÖ) - FC Wacker Innsbruck (T) - FC Bergheim (S) - SPG Kleinmünchen/Blau-Weiß Linz (OÖ) (N) | - FC Südburgenland (B) (A) - SPG FC Lustenau/FC Dornbirn Ladies (V) - Wildcats Krottendorf (ST) - SV Horn (NÖ) (A) - LUV Graz (ST) - Carinthians Hornets (K) - RW Rankweil (V) - SPG Union Geretsberg/Bürmoos (OÖ) - Wiener Sport-Club (W) - SG FAC/USC Landhaus Wien (W) - SV Weikersdorf (NÖ) (N) - USV Ladies Preding (ST) (N) |
| Landescupsieger, Meister oder Meistervertreter aus der Landesliga (10) | |
| - SV Oberglan (K) (LM) - SVG Breitenau/Schwarzau (NÖ) (L2) - Paudorfer SV (NÖ) (L3) - ASV Schrems (NÖ) (L4) - LASK Ladies (OÖ) (LM) | - SV Krenglbach (OÖ) (L3) - USK Hof (S) (L2) - SV Innsbruck (T) (LC) - SK Wilten (T) (LCF) - 1. Simmeringer SC (W) (LM) |
| Erläuterungen Länderkürzel: (B): Burgenland, (K): Kärnten, (NÖ): Niederösterreich, (OÖ): Oberösterreich, (S): Salzburg, (ST): Steiermark, (T): Tirol, (V): Vorarlberg, (W): Wien; Vereins-Landes-Bewerbserfolg: (LC): Landescupsieger, (LCF): Landescupfinalist, (LM): Landesmeister, (Lx): x. Platz der Landesliga, (LN): Landesliga-Aufsteiger, (..-x): x Landesliga siehe Länderkürzel | |

| (C) | amtierender Cupsieger 2021/22    |
| (A) | Absteiger der Saison 2021/22     |
| (N) | Neuaufsteiger der Saison 2021/22 |

## Turnierverlauf

### 1. Cuprunde
Die Spieltermine für die 1. Runde waren der 12. August, August, 19. August, der 20. August 2022, der 21. August, der 21. September und der 26. Oktober 2022.
| Datum                 |                       | Ergebnis             |                              |
| --------------------- | --------------------- | -------------------- | ---------------------------- |
| 12.08.2022, 19:30 Uhr | SV Horn               | 0:8 (0:4)            | SKN St. Pölten Frauen        |
| 19.08.2022, 19:00 Uhr | SV Krenglbach         | 2:3 n. V. (2:2, 1:0) | SPG Union Geretsberg/Bürmoos |
| 20.08.2022, 16:30 Uhr | Wildcats Krottendorf  | 4;2 (3:0)            | Carinthians Hornets          |
| 20.08.2022, 17:00 Uhr | Wiener Sport-Club     | 1:2 (1:2)            | SV Neulengbach               |
| 20.08.2022, 17:00 Uhr | LASK Ladies           | 2:1 (1:1)            | USV Ladies Preding           |
| 20.08.2022, 18:00 Uhr | 1. Simmeringer SC     | 0:9 (0:3)            | FC Südburgenland             |
| 20.08.2022, 18:30 Uhr | SK Wilten             | 1:12 (0:8)           | FC Bergheim                  |
| 21.08.2022, 11:00 Uhr | SPG Lustenau/Dornbirn | 5:1 (2:1)            | RW Rankweil                  |
| 21.08.2022, 14:00 Uh  | SG FAC/USC Landhaus   | 1:4 (1:1)            | FK Austria Wien              |
| 21.08.2022, 14:30 Uhr | USK Hof               | 0:19 (0:7)           | SPG Altach/Vorderland        |
| 21.08.2022, 15:00 Uhr | SV Oberglan           | 1:8 (1:2)            | SPG Kleinmünchen/BW Linz     |
| 21.08.2022, 17:00 Uhr | SV Weikersdorf        | 0:13 (0:5)           | First Vienna FC              |
| 21.08.2022, 17:00 Uhr | Paudorfer SV          | 1:0 (1:0)            | SVG Breitenau/Schwarzau      |
| 21.08.2022, 17:30 Uhr | SV Innsbruck          | 4:2 (3:0)            | FC Wacker Innsbruck          |
| 26.10.2022, 15:00 Uhr | ASV Schrems           | 1:0 (0:0)            | SKV Altenmarkt               |
| 26.10.2022, 16:00 Uhr | LUV Graz              | 0:5 (0:1)            | SK Sturm Graz                |

### 2. Cuprunde
Die Spieltermine für die 2. Runde waren der 12., 13. und 19. November 2022.
| Datum                 |                              | Ergebnis  |                          |
| --------------------- | ---------------------------- | --------- | ------------------------ |
| 12.11.2022, 16:00 Uhr | SV Innsbruck                 | 0:4 (0:2) | FC Bergheim              |
| 13.11.2022, 14:00 Uhr | Paudorfer SV                 | 2:1 (1:0) | ASV Schrems              |
| 19.11.2022, 13:00 Uhr | FC Südburgenland             | 1:8 (1:4) | SK Sturm Graz            |
| 19.11.2022, 14:00 Uhr | First Vienna FC              | 0:3 (0:1) | FK Austria Wien          |
| 19.11.2022, 14:00 Uhr | SPG Lustenau/Dornbirn        | 0:5 (0:4) | SKN St. Pölten Frauen    |
| 19.11.2022, 14:00 Uhr | Wildcats Krottendorf         | 1:4 (0:1) | SV Neulengbach           |
| 19.11.2022, 14:30 Uhr | SPG Union Geretsberg/Bürmoos | 1:5 (1:4) | SPG Altach/Vorderland    |
| 19.11.2022, 15:00 Uhr | LASK Ladies                  | 1:2 (0:2) | SPG Kleinmünchen/BW Linz |

### Viertelfinale
Die Spieltermine für das Viertelfinale waren der 10., 11. und 12. März 2023.
| Datum                 |                       | Ergebnis  |                          |
| --------------------- | --------------------- | --------- | ------------------------ |
| 10.03.2023, 20:15 Uhr | FK Austria Wien       | 0:1 (0:0) | SKN St. Pölten Frauen    |
| 11.03.2023, 14:00 Uhr | SPG Altach/Vorderland | 7:0 (4:0) | FC Bergheim              |
| 11.03.2023, 15:00 Uhr | Paudorfer SV          | 1:2 (0:1) | SPG Kleinmünchen/BW Linz |
| 12.03.2023, 15:00     | SK Sturm Graz         | 0:1 (0:1) | SV Neulengbach           |

### Halbfinale
Die Spieltermine für das Halbfinale waren der 1. und 2. April 2023.
| Datum                 |                          | Ergebnis  |                       |
| --------------------- | ------------------------ | --------- | --------------------- |
| 01.04.2023, 15:00 Uhr | SPG Kleinmünchen/BW Linz | 1:3 (0:1) | SKN St. Pölten Frauen |
| 02.04.2023, 12:45 Uhr | SV Neulengbach           | 0:2 (0:0) | SPG Altach/Vorderland |

### Finale
Das Finale fand am 1. Mai 2023 m Ertl Glas-Stadion in Amstetten statt.
| 1.05.2023, 15:00 Uhr | SKN St. Pölten Frauen | 3:1 (2:1) | SPG Altach/Vorderland |
| Tore: 1:0 Sarah Mattner-Trembleau (13.), 2:0 Jasmin Eder (18.), 2:1 Maria Olsen (35.), 3:1 Sarah Mattner-Templeau (77.) |                       |           |                       |

## Torschützenliste
In der Torschützenliste des ÖFB Frauen Cup belegte Fanny Vágó vom SKN St. Pölten Frauen den ersten Platz.
| Pl. | Nat.       | Spieler              | Verein                | Tore | Tore/Spiel |
| --- | ---------- | -------------------- | --------------------- | ---- | ---------- |
| 01. | Danemark   | Maria Agerholm Olsen | SPG Altach/Vorderland | 10   | 2,00       |
| 02. | Osterreich | Linda Natter         | SPG Altach/Vorderland | 9    | 1,80       |
| 03. | Osterreich | Jasmin Eder          | SKN St. Pölten Frauen | 6    | 1,50       |
| 04. | Osterreich | Emma Remich          | FC Bergheim           | 6    | 2,00       |
| 05. | Slowenien  | Lenka Wienerová      | FC Südburgenland      | 4    | 2,00       |